# Ярослава Джонсон
Яросла́ва Зелі́нська-Джо́нсон (англ. Jaroslawa Johnson) — президент та головний виконавчий директор «Western NIS Enterprise Fund» (WNISEF). Одна з провідних юристів у корпоративному, банківсько-фінансовому та енергетичному секторах України. Авторка кулінарної книжки «Спадщина чотирьох господинь».

## Життєпис
Донька українських еміґрантів, народилася влітку 1944 року в Бродах на Львівщині. Мама походила з Любомля на Волині, батько виріс у Кременці на Тернопільщині. Під час німецько-радянської війни він перебував у лавах УПА. Після відступу військ Третього рейху восени 1944 року родина Зелінських покинула Україну. Їй на той час було три місяці. Спочатку родина, деякий час проживала на території сучасної Словаччини. Потім переїхали до Федеративної Республіки Німеччини, де всі перебували в таборі переміщених осіб у Баварії. І лише в 1950 році разом з батьками приїхала до США у статусі переміщених осіб, де й родина українців оселилася.. Спочатку, півроку працювали у фермера зі штату Пенсильванія, який оплатив їм переїзд до США. Потім переїхали до Балтимора, де зустрілися з іншими представниками родини.
Працювати почала ранковим кухарем у буфеті в маленькій їдальні у Балтиморі. Кар'єру почала у містобудівній компанії у Вашингтоні. Закінчила юридичний факультет Вісконсинського університету, де була редактором юридичного журналу. 1977 року отримала освітньо-ступінь доктора філософії з юридичних наук. Згодом отримала ще освітній ступінь бакалавра політичних наук (Гаучер-Коледж). Жила зі своєю власною родиною в Медісоні та з 1977 року в Чикаґо. Після закінчення юридичної школи Ярослава два роки працювала помічником головного судді апеляційного суду 7-го округу Томаса Е. Фейрчайлда та практикувала корпоративне право у кількох чиказьких юридичних фірмах. Вже після падіння Берлінської стіни наприкінці 1980-х років Ярослава надавала консультації міжнародним клієнтам щодо інвестицій в Польщу. Її чоловік весь цей час викладав в Іллінойському університеті. Цю місцевість було обрано не випадково. В Чикаго була українська громада із українськими церквами, пекарнею, українськими ресторанами, банком та українською школою для нашої доньки. На північний захід від центру міста розташоване Українське село (англ. Ukrainian Village).. Володіє англійською, українською, розмовною французькою та російською мовами. За часів існування Радянського Союзу двічі приїздила до УРСР на свою батьківщину в складі туристичних груп. Вперше в 1976 році разом з бабусею, а вдруге, в 1990 році — з чоловіком, донькою та мамою.
Після розпаду СРСР Ярослава 1992 року переїхала до України, де заснувала Американсько-українську ради з питань бізнесу. Завдяки цій організації відбувся перший візит до США Президента України Леоніда Кравчука в грудні 1991 року.. 1992 року організувала першу конференцію з питань торгівлі «Україна — США» для американських компаній. Сприяла американським фірмам заходити на ринок вже незалежної України з інвестиціями. Зокрема, була організатором продажу тютюнової фабрики в Харкові для Philip Morris, а також кондитерської фабрики в Тростянці компанією Kraft Foods. Навесні 1993 року відкрила київський офіс своєї американської юридичної компанії. Завдяки цьому ряд міжнародних корпорацій (зокрема, Монсанто, Філіп Моріс, Крафт Фудз, «Макдональдс», Ейті-ен-ті, Креді Агріколь, ВізЕір Груп, ІБіаРДі та ІеФСі тощо) відкрити філії в Україні та інвестувати в місцеві підприємства. В цей час, чоловік залишався постійно з донькою-школяркою Софією в Чикаго, а на літні канікули вони обидвоє приїздили до України.
У 1994 році Президент США Білл Клінтон призначив Ярославу Зелінську-Джонсон членом Ради директорів Western NIS Enterprise Fund. Цей регіональний фонд було засновано урядом США для організації інвестицій у малий та середній бізнес в Україні та Молдові. Після закриття київського офісу юридичної компанії Ярослави Джонсон в Києві, 2015 року її було призначено Президенткою і Головною виконавчою директоркою фонду Western NIS Enterprise Fund.
2015 року за підтримки цього фонду з'явилась Українська академія лідерства — заклад освіти для навчання юнаків та юначок віком 16-18 років. Він функціонує за зразком ізраїльської «мехіни». Для цього Ярослава відвідувала Ізраїль, де зустрічалася із засновником школи лідерства в Ізраїлі Ерезом Ешелем. Мета подібних закладів освіти — виховання нового покоління лідерів. Осередки академії функціонували до російського вторгнення в Україну в ряді міст України: Києві, Львові, Миколаєві, Полтаві, Харкові та Чернівцях, а також у Маріуполі. Ярослава входить до ініціативної робочої групи академії, а також викладає студентам англійську літературу.

## Книга
2018 року у «Видавництві Старого Лева» вийшла кулінарна книжка Джонсон «Спадщина чотирьох господинь. Спогади про те, як готували в українському домі». Ідея цієї книги зародилася в Ярослави ще в 2010 році. Чотири господині — це бабуся авторки Юліана Булавка, тітка Ганна Ящук, тітка Марія Булавка та мама Раїса Зелинська. За написання книжки Ярослава взялася ще 2010 року, коли дві з «чотирьох господинь» — її мама та тітка Ганна — ще були живі.

## Нагороди
- Відзнака Президента України — ювілейна медаль «25 років незалежності України» (22 серпня 2016) — за вагомий особистий внесок у зміцнення міжнародного авторитету Української держави, популяризацію її історичної спадщини і сучасних надбань та з нагоди 25-ї річниці незалежності України[6]